# Liste der Baudenkmäler in Lichtenberg (Oberfranken)
Auf dieser Seite sind die Baudenkmäler in der oberfränkischen Stadt Lichtenberg zusammengestellt. Diese Tabelle ist eine Teilliste der Liste der Baudenkmäler in Bayern. Grundlage ist die Bayerische Denkmalliste, die auf Basis des Bayerischen Denkmalschutzgesetzes vom 1. Oktober 1973 erstmals erstellt wurde und seither durch das Bayerische Landesamt für Denkmalpflege geführt wird. Die folgenden Angaben ersetzen nicht die rechtsverbindliche Auskunft der Denkmalschutzbehörde.
 Diese Liste gibt den Fortschreibungsstand vom 5. September 2014 wieder und enthält 22 Baudenkmäler.

## Ensembles

### Ensemble Altstadt Lichtenberg
Das Ensemble (Lage) umfasst die Stadt Lichtenberg in ihren mittelalterlichen Grenzen. Der mittelalterliche Stadtgrundriss ist durch den breiten, sichelförmig gekrümmten Straßenmarkt bestimmt, der in Ost-West-Richtung vom ehemaligen Stadttor ansteigend zum Burgberg führt. Diesem Straßenmarkt sind parallel laufende Gassen zugeordnet, im Süden die Brauhausstraße, im Norden Kirchgasse und Mittelstraße, dazwischen die Pfarrkirche. Die Parallelgassen lehnen sich jeweils unmittelbar an die Hintergebäude der Marktgrundstücke an, so dass sie nur einseitige Hauptbebauung aufweisen. Die Stadt war ursprünglich ummauert und besaß ein Haupttor am Eingang zum Markt und ein Nebentor im Norden. Die Stadt Lichtenberg ist in unmittelbarem Anschluss an die Burg Lichtenberg vermutlich im 13. Jahrhundert entstanden. Der Ort nimmt einen auf drei Seiten steil abfallenden Höhensporn ein, auf dessen Spitze sich bis zum Brand von 1684 die heute nur in Resten noch vorhandene Burg erhob. Die Bebauung der Stadt geht auf den Wiederaufbau nach zwei Bränden zurück, denen jeweils die nördliche (1814) und die südliche Stadthälfte (1869) zum Opfer gefallen sind. Sie besteht durchgehend aus zweigeschossigen, meist traufseitigen Häusern. Der geschlossen bebaute Straßenmarkt, dessen nördliche Häuserzeile aus der Zeit nach 1814 und dessen südliche Häuserzeile aus der Zeit nach 1869 stammen, wurde im 19. Jahrhundert mit Linden bepflanzt, die inzwischen durch junge Bäume ersetzt worden sind. Aktennummer: E-4-75-146-1.

## Baudenkmäler nach Gemeindeteilen

### Lichtenberg
| Lage                                                                      | Objekt                                                      | Beschreibung | Akten-Nr.     | Bild                                                        |
| ------------------------------------------------------------------------- | ----------------------------------------------------------- | --- | ------------- | ----------------------------------------------------------- |
| Bergweg 1 (Standort)                                                      | Wohnhaus                                                    | Zweigeschossig, mit Halbwalmdach und Mittelrisalit, bezeichnet „1793“ | D-4-75-146-10 | weitere Bilder                                              |
| Kirchgasse 13 (Standort)                                                  | Evangelisch-lutherische Pfarrkirche, Johanneskirche         | Saalbau mit eingezogenem Chor, 15./16. Jahrhundert, Ostturm von 1672, nach 1814 wieder aufgebaut, mit Ausstattung | D-4-75-146-1  | weitere Bilder                                              |
| Lobensteiner Straße 4 (Standort)                                          | Landhaus des Komponisten Henri Marteau                      | eingeschossiges Mansardwalmdachhaus, 1911/13; mit Ausstattung; im Garten Grab des Komponisten und seiner Frau | D-4-75-146-15 | Landhaus des Komponisten Henri Marteau                      |
| Marktplatz 1 (Standort)                                                   | Scheitelstein über Haustür                                  | Bezeichnet „1844“ | D-4-75-146-13 | weitere Bilder                                              |
| Marktplatz 7 (Standort)                                                   | Wohnhaus                                                    | Zweigeschossiger Eckbau mit Halbwalmdach, bezeichnet „1816“ | D-4-75-146-4  | weitere Bilder                                              |
| Marktplatz 16 (Standort)                                                  | Rathaus                                                     | Zweigeschossiger Walmdachbau mit Mittelrisalit und Türmchen, 1870, Wappen des 16. Jahrhunderts | D-4-75-146-3  | weitere Bilder                                              |
| Marktplatz 28 (Standort)                                                  | Wohnhaus                                                    | Zweigeschossiges, mit Walmdach, bezeichnet „1740“ | D-4-75-146-2  | weitere Bilder                                              |
| Marktplatz 31 (Standort)                                                  | Wohnhaus                                                    | Zweigeschossig, mit Halbwalmdach, um 1815 | D-4-75-146-6  | weitere Bilder                                              |
| Marktplatz 33 (Standort)                                                  | Wohnhaus                                                    | Zweigeschossiger Traufseitbau mit Halbwalmdach, um 1815 | D-4-75-146-7  | weitere Bilder                                              |
| Marktplatz 35 (Standort)                                                  | Wohnhaus                                                    | Zweigeschossiger Traufseitbau mit Satteldach, um 1815 | D-4-75-146-8  | Wohnhaus                                                    |
| Mittelstraße 21 (Standort)                                                | Ehemaliges Pfarrhaus                                        | Zweigeschossiger Walmdachbau, 1817 | D-4-75-146-11 | weitere Bilder                                              |
| Nailaer Straße 2 (Standort)                                               | Fischershaus, ehemaliges Wohnhaus, jetzt Arztpraxis         | Mansarddachbau, zweites Obergeschoss verschiefertes Fachwerk, 17./18. Jahrhundert, Grundriss um 1600 vorhanden | D-4-75-146-12 | weitere Bilder                                              |
| Schloßberg 2 (Standort)                                                   | Sogenannte "Harmonie", ehemals Vereinshaus, dann Restaurant | eingeschossiger Putzbau mit Pyramiden- und Satteldach, im Kern 18./19. Jh., 1908 Gasträume aufwendig umgestaltet | D-4-75-146-77 | Sogenannte "Harmonie", ehemals Vereinshaus, dann Restaurant |
| Torstraße 2 (Standort)                                                    | Türkeilstein                                                | Bezeichnet mit „1846“ | D-4-75-146-14 | weitere Bilder                                              |
| Waldenfelsplatz, Waldenfelsplatz 1, Waldenfelsplatz 2 (Standort)          | Burgruine Lichtenberg                                       | Ganerben- und Abschnittsburg auf nach drei Seiten steil abfallendem Sporn. Ehemaliger oberer Schloßhof mit Rest des Treppenturmes mit darauf 1936 neu errichtetem Aussichtsturm sowie östlich geringe Reste des abgegangenen Palas des inneren Wohnschlosses und nördlich des abgegangenen Kemenatenbaus der 1555–1562 neu erbauten Burg, darunter erhaltene Keller, vorderer Bergsporn mit überwiegend verfüllter kasemattierter Bastion, von Nordwesten bis Osten in acht Läufen ein- und ausknickend geführt, außenseitig bis zu 15 m hohe Bruchsteinmauern, im Westen Mauerreste, Fundamente und Kellersystem der ehemals Neuen Festung mit weit über die Bergkuppe ausgreifendem Kasemattenbau, wohl überwiegend vom Wiederaufbau 1560/62, im Weiteren Fundament- und verbaute Mauerreste des ehemals unteren Schlosshofs im 19. und 20. Jahrhundert modern überbaut | D-4-75-146-16 | weitere Bilder                                              |
| Zehentweg (Standort)                                                      | Zehentscheune                                               | Satteldachbau aus Bruchsteinmauerwerk, 17./18. Jahrhundert | D-4-75-146-21 | weitere Bilder                                              |
| Dürrer Grund; Nähe Lobensteiner Straße; Thüringische Muschwitz (Standort) | Brücke über die Thüringische Muschwitz                      | Einjochig, Bruchstein, um 1800 | D-4-75-146-18 | Brücke über die Thüringische Muschwitz                      |

### Blechschmidtenhammer
| Lage                              | Objekt                                       | Beschreibung                                                                           | Akten-Nr.     | Bild           |
| --------------------------------- | -------------------------------------------- | -------------------------------------------------------------------------------------- | ------------- | -------------- |
| Blechschmidtenhammer 1 (Standort) | Ehemaliges Stationsgebäude der Höllentalbahn | Eingeschossig, Fachwerkkonstruktion, Walmdach, 1901, davor Lokomotive und drei Waggons | D-4-75-146-24 | weitere Bilder |

### Friedrich-Wilhelm-Stollen
| Lage                                 | Objekt                    | Beschreibung                                                       | Akten-Nr.     | Bild           |
| ------------------------------------ | ------------------------- | ------------------------------------------------------------------ | ------------- | -------------- |
| Friedrich-Wilhelm-Stollen (Standort) | Friedrich-Wilhelm-Stollen | Mundloch und Stollen, Trockenmauerwerk aus Bruchsteinen, 1793–1831 | D-4-75-146-19 | weitere Bilder |

### Höllenthal
| Lage                           | Objekt                                                                    | Beschreibung                                                                                     | Akten-Nr.     | Bild           |
| ------------------------------ | ------------------------------------------------------------------------- | ------------------------------------------------------------------------------------------------ | ------------- | -------------- |
| Kesselfels; Selbitz (Standort) | Ehemalige Eisenbahnbrücke der Höllentalbahn über die Selbitz im Höllental | Dreijochig, mit Quadermauerwerk, erbaut 1897–1901 von der Preußischen Eisenbahnverwaltung Erfurt | D-4-75-146-17 | weitere Bilder |

## Ehemalige Baudenkmäler
In diesem Abschnitt sind Objekte aufgeführt, die früher einmal in der Denkmalliste eingetragen waren, jetzt aber nicht mehr. Objekte, die in anderem Zusammenhang also z. B. als Teil eines Baudenkmals weiter eingetragen sind, sollen hier nicht aufgeführt werden. Aktennummern in diesem Abschnitt sind ehemalige, jetzt nicht mehr gültige Aktennummern.

| Lage                                     | Objekt     | Beschreibung          | Akten-Nr.    | Bild           |
| ---------------------------------------- | ---------- | --------------------- | ------------ | -------------- |
| Lichtenberg Brauhausstraße 18 (Standort) | Türrahmung | Bezeichnet mit „1849“ | D-4-75-146-9 | Türrahmung     |
| Lichtenberg Marktplatz 15 (Standort)     | Türflügel  | Biedermeier           | D-4-75-146-5 | weitere Bilder |

## Abgegangene Baudenkmäler
In diesem Abschnitt sind Objekte aufgeführt, die früher einmal in der Denkmalliste eingetragen waren, jetzt aber nicht mehr existieren, z. B. weil sie abgebrochen wurden. Aktennummern in diesem Abschnitt sind ehemalige, jetzt nicht mehr gültige Aktennummern.

| Lage                                     | Objekt    | Beschreibung                                                                        | Akten-Nr.     | Bild |
| ---------------------------------------- | --------- | ----------------------------------------------------------------------------------- | ------------- | ---- |
| Friedensgrube Friedensgrube 1 (Standort) | Kleinhaus | Satteldachhaus, massiv mit verschaltem Fachwerkgiebel, erste Hälfte 19. Jahrhundert | D-4-75-146-20 | BW   |